# Hidra (constelación)
Hydra o la Hidra es la más extensa de las 88 constelaciones modernas, y fue una de las 48 constelaciones registradas en el siglo II por el astrónomo Ptolomeo. Comúnmente representada como una serpiente acuática, la constelación se extiende a ambos lados del ecuador celeste.
No debe ser confundida con Hydrus, constelación austral de menor tamaño.

## Características destacables

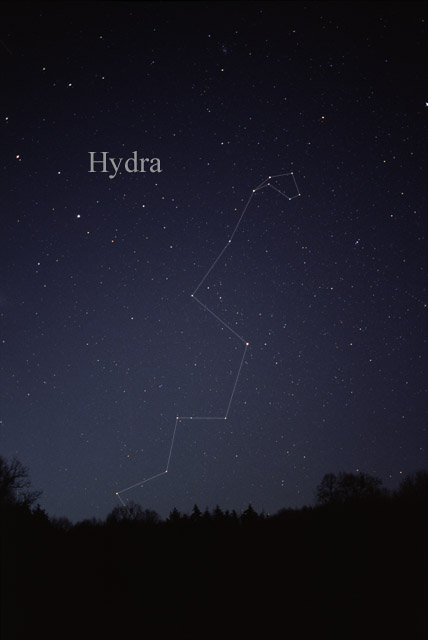
Constelación de Hidra

Hidra es la constelación moderna más grande, con un área de 1303 grados cuadrados.
A pesar de su tamaño, solo contiene una estrella con magnitud inferior a 2, Alphard, Alfard o Cor Hydrae, nombres por los que es conocida α Hydrae. Esta es una gigante luminosa naranja de tipo espectral K3IIIa con una temperatura efectiva de  4186 K y un radio 56 veces más grande que el radio solar.
La segunda estrella más brillante es γ Hydrae, una gigante de tipo G8IIIa distante 132 años luz, cuyo radio es 16 veces mayor que el del Sol.
En esta constelación hay varias gigantes muy parecidas a γ Hydrae. Así, ζ Hydrae, tercera estrella en cuanto a brillo, es también una gigante amarilla de tipo G8.5III algo más grande y luminosa que γ Hydrae.
ξ Hydrae es una gigante de tipo G7III estudiada en el campo de la astrosismología; su superficie, al igual que la del Sol, se mueve de arriba abajo produciendo ondas sonoras, siendo este comportamiento comparable al de un gran instrumento musical «ultrabajo».
Igualmente es una gigante de estas características υ1 Hydrae —oficialmente llamada Zhang—, también de tipo G7III, que está acompañada por una enana marrón que gira en una órbita excéntrica a una distancia media de 3,9 ua respecto a la estrella.
Algo más frías son Minchir (σ Hydrae) —gigante naranja de tipo K1III, 4551 K de temperatura efectiva y 295 veces más luminosa que el Sol— y Ukdah (ι Hydrae) —de tipo K2.5III, 4244 K de temperatura y 83 veces más luminosa que nuestra estrella—.
λ Hydrae es otra gigante naranja de tipo K0III rica en cianógeno cuya metalicidad es algo mayor que la del Sol ([Fe/H] = +0,10).
En cambio, ν Hydrae, gigante de tipo K1III distante 137 años luz, está empobrecida en metales respecto al Sol ([Fe/H] = -0,30).
Ashlesha (ε Hydrae) es un sistema estelar múltiple cuyas dos componentes principales son una gigante amarilla y una subgigante blanca de tipo A5IV. La distancia real entre ambas oscila entre 3,5 y 16,6 ua debido a la notable excentricidad de la órbita, siendo el período orbital de 15,09 años.
Visualmente a 3 - 4 segundos de arco, una componente adicional blanco-amarilla —la cual, a su vez, es una binaria espectroscópica— completa una órbita en torno al par interior cada 590 años.
Igualmente, β Hydrae es también una estrella doble cuyas componentes tenían una separación angular de 0,65 segundos de arco en 2002. La estrella principal es una variable Alfa2 Canum Venaticorum y una estrella peculiar de tipo Bp que muestra manchas con altas concentraciones de silicio, cromo y estroncio.

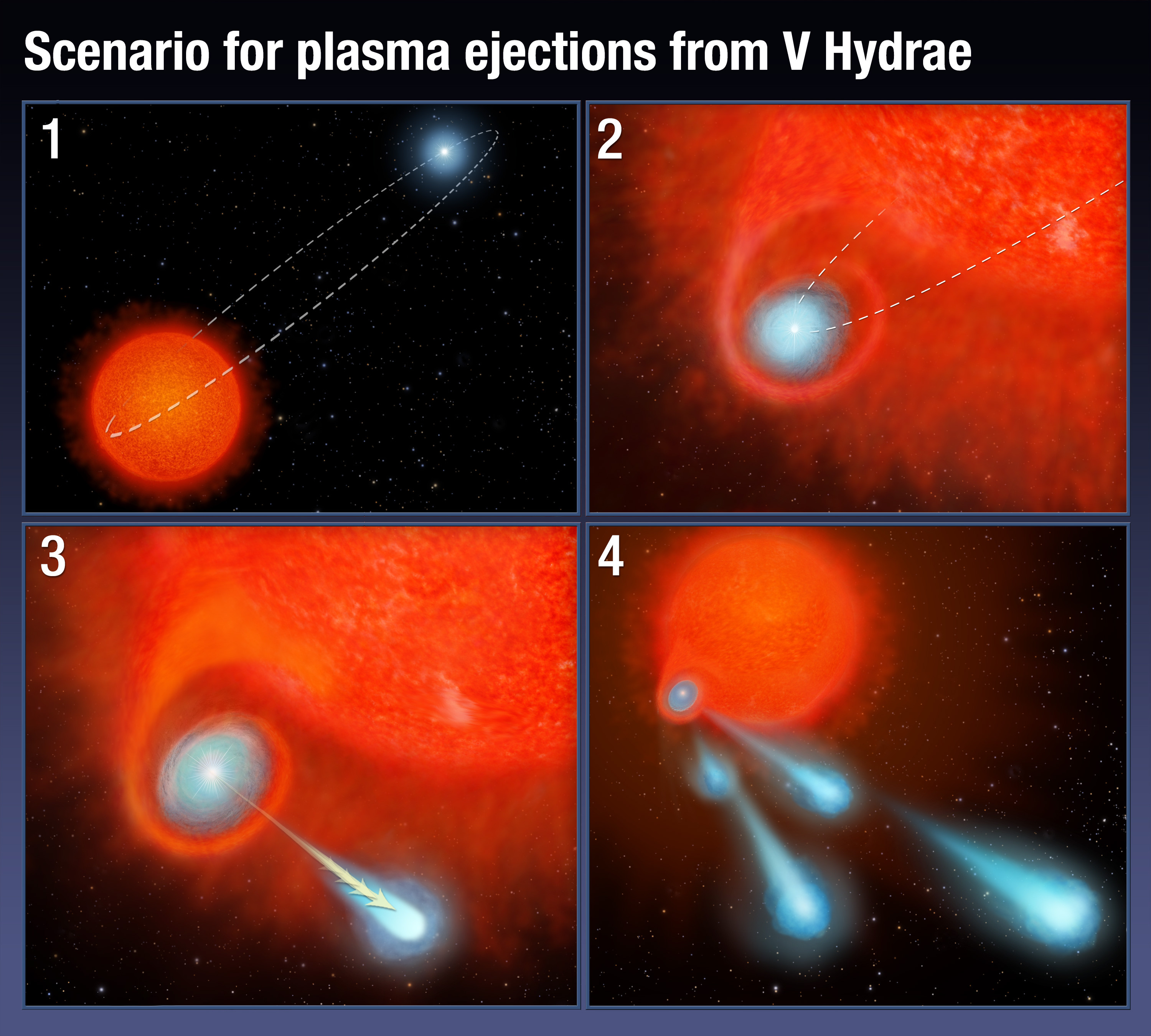
Eyecciones de plasma de V Hydrae (impresión artística)

Entre las variables de la constelación destaca R Hydrae, una variable Mira cuyo brillo oscila desde magnitud 3,5, siendo observable a ojo desnudo, hasta 10,9, cuando solo puede ser observada con un telescopio.
El período de variación de R Hydrae se ha ido acortando con el transcurso del tiempo: antes del año 1700 era de unos 495 días, en 1900 era de 420 días, y a partir de 1950 se ha mantenido en su valor actual, 389 días.
U Hydrae es una estrella de carbono de tipo C-N5 con una envoltura circunestelar y una variable semirregular cuyo brillo fluctúa 2,4 magnitudes.
V Hydrae es igualmente una estrella de carbono y una de las estrellas más rojas del cielo nocturno, con un índice de color B-V de +5,5. Sufre erupciones de plasma a gran escala cada 8,5 años atribuidas al periastro de una compañera cercana y no visible.
W Hydrae es otra gigante roja que se encuentra a 283 años luz, variable semirregular de tipo SRA con un período de 390 días.
Otra variable interesante es TW Hydrae, una enana naranja de tipo espectral K8Ve a 184 años luz de distancia del sistema solar: es la estrella T Tauri más cercana al Sol y, como tal, una estrella muy joven, con una edad de 8 a 10 millones de años.
Por su parte, TT Hydrae es una binaria eclipsante en la cual su brillo disminuye 1,77 magnitudes durante el eclipse principal, mientras que en el eclipse secundario apenas se observa una caída de brillo de 0,07 magnitudes.
KW Hydrae es otra binaria eclipsante compuesta por dos estrellas blancas de tipo A3mIII y A0V.
En Hidra se encuentran varias estrellas con planetas. Gliese 433 es una enana roja de tipo M1.5V con dos planetas que se mueven en órbitas a 0,054 y 4,69 ua respectivamente. También Gliese 357 posee tres planetas, uno de ellos dentro de la zona de habitabilidad de la estrella.
GJ 3634, otra enana roja, alberga un planeta de tipo «supertierra» con un breve período orbital de solo 2,65 días.
En cambio, HD 90156 es una enana amarilla algo más fría que el Sol —de tipo espectral G5V— con un planeta considerado un «neptuno caliente», pues tiene una masa comparable a la de Neptuno pero su período orbital es de solo 49,8 días.
HD 82943 es otra enana amarilla, aunque de tipo G0V, con dos planetas más masivos que Júpiter; la detección de una elevada cantidad de litio-6 —isótopo que no se crea de forma natural en las estrellas— en HD 82943 puede deberse a que uno o varios planetas, o al menos material planetario, han caído en la estrella.
En 2005 se descubrió en esta constelación la estrella HE 1327-2326, cuya metalicidad es extraordinariamente baja ([Fe/H] = −5,2, lo que indica que su contenido en hierro es aproximadamente 1 / 160 000 del solar). Probablemente se formó durante una era del universo en la que la abundancia de metales era mucho más baja que en la actualidad. Su contenido relativamente alto en carbono, nitrógeno y oxígeno —en relación con el de hierro— puede explicarse por la explosión de una supernova «asférica» de una estrella de población III.

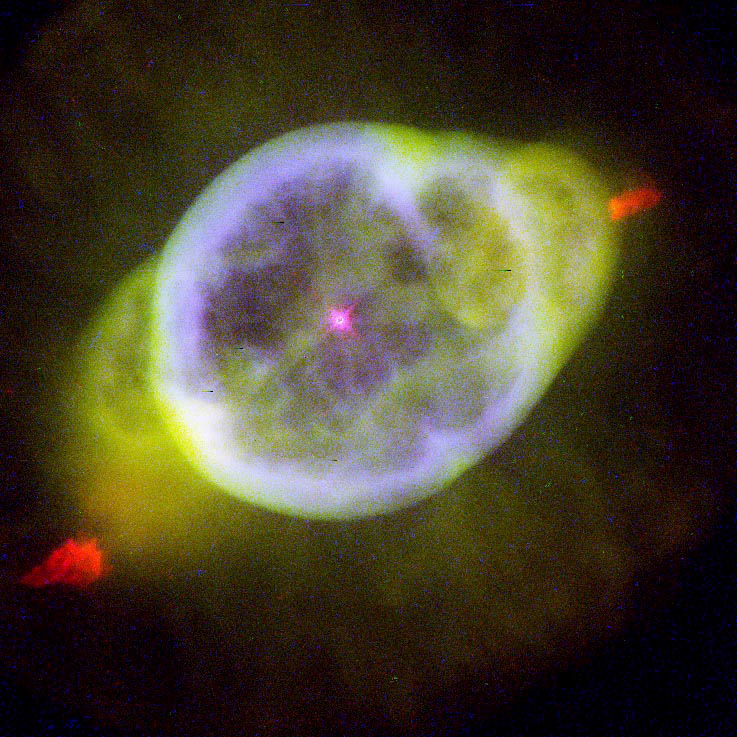
Imagen de NGC 3242 obtenida con el telescopio Hubble

Hidra cuenta con dos cúmulos estelares registrados en el catálogo Messier.
El cúmulo abierto M48, distante unos 1500 años luz, tiene una edad estimada de 300 millones de años y su estrella más caliente tiene tipo espectral A2.
Por el contrario, M68 es un cúmulo globular mucho más distante —33 000 años luz— cuyos miembros están dispersos en un volumen de 106 años luz de diámetro; contiene 42 variables conocidas.
NGC 5694 es un remoto cúmulo globular —se encuentra a una distancia de 115 000 años luz— formado hace unos 12 000 millones de años, por lo que es uno de los más antiguos de la Vía Láctea.
Otro objeto de interés es NGC 3242, una nebulosa planetaria de magnitud aparente 8,60 que está aproximadamente a 4800 años luz de distancia. Su estrella central tiene una temperatura de 75 000 K. Informalmente es conocida como «Fantasma de Júpiter».
Abell 33 es otra nebulosa planetaria, distante 3100 años luz, que debe su coloración azulada a las emisiones de OIII (oxígeno doblemente ionizado).
M83 —conocida como el Molinillo Austral— es una galaxia espiral barrada situada a unos 14,7 millones de años luz, siendo una de las galaxias epirales barradas más cercanas a la Tierra. Forma parte de la agrupación galáctica de M83.
Seis supernovas se han observado en esta galaxia, la última de ellas en 1983.
Aún más próxima a nosotros está NGC 3109, una galaxia irregular magallánica, si bien pudiera ser una pequeña galaxia espiral. En este último supuesto, sería la galaxia espiral más pequeña del Grupo Local. Su disco parece estar compuesto de estrellas de todas las edades, mientras que el halo contiene solo estrellas muy viejas pobres en metales.

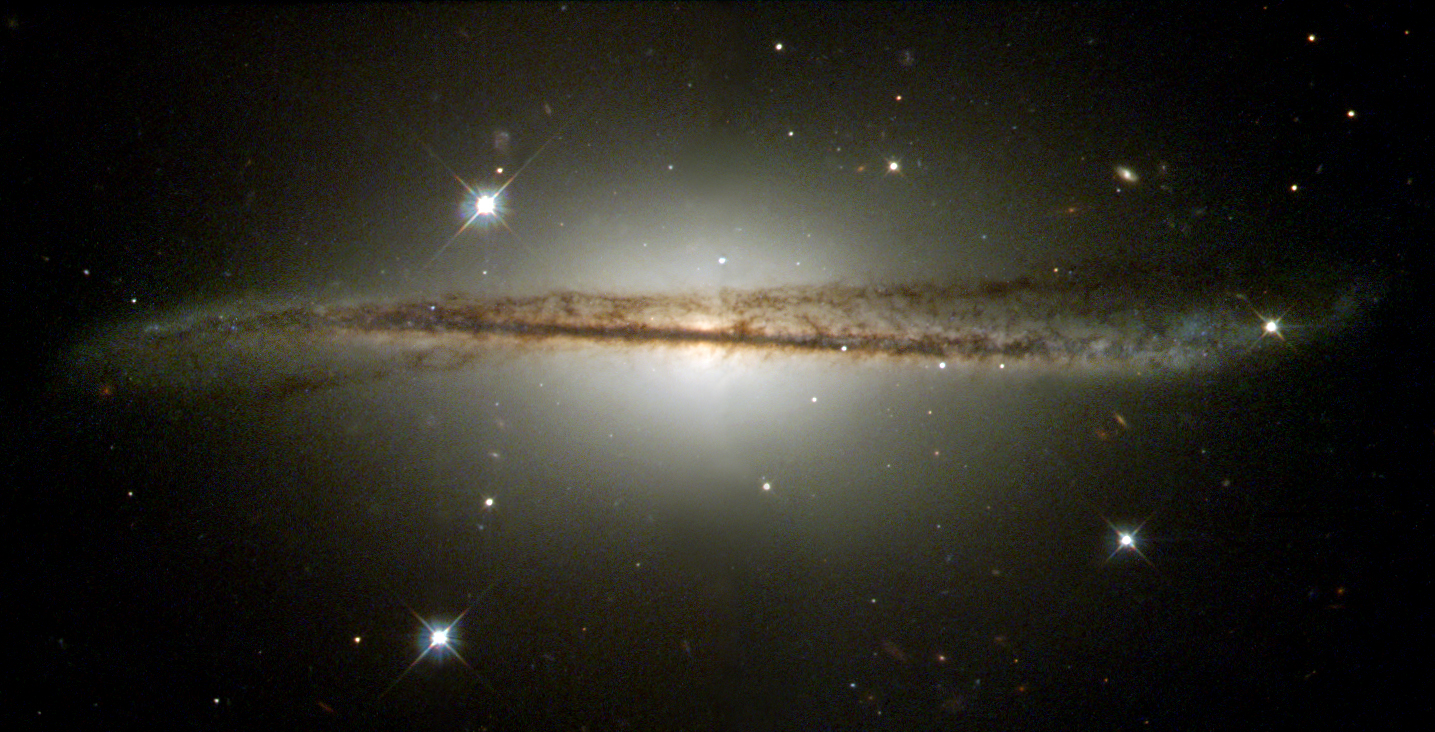
Imagen de ESO 510-G13 obtenida con el telescopio Hubble

ESO 510-G13 es otra galaxia espiral en la constelación aproximadamente a 150 millones de años luz; tiene como característica peculiar una nube de polvo muy deformada alrededor de su ecuador, lo que sugiere que puede haber colisionado con otra galaxia y está en el proceso de su incorporación.
En NGC 4993, galaxia encuadrada en esta constelación, tuvo lugar el evento GW170817, señal de ondas gravitatorias observada por los detectores LIGO y Virgo en 2017, producida en los últimos minutos por dos estrellas de neutrones en pleno colapso orbital, lo que provocó su fusión. Fue la primera observación de este tipo de ondas confirmada en el espectro electromagnético.
El cúmulo de Hidra (Abell 1060) es un cúmulo de galaxias a unos 190 millones de años luz y que contiene 157 galaxias brillantes; se extiende por casi de diez millones de años luz y tiene una proporción elevada de materia oscura.
Asimismo, en esta constelación está la fuente de radio Hydra A, también un grupo de galaxias —muy distante, a 840 millones de años luz— que recibe su nombre de la citada radiofuente que se origina en una galaxia cerca del centro del cúmulo. Las observaciones en el espectro visible muestran unos pocos cientos de galaxias en el cúmulo, mientras que las observaciones en rayos X —llevadas a cabo desde el observatorio Chandra— han revelado la existencia de una gran nube de gas caliente que se extiende a lo largo del cúmulo. Dicha nube de gas, de varios millones de años luz de largo, tiene una temperatura de unos 46 millones K en las zonas externas disminuyendo a 35 millones K en la región interior.

## Estrellas

### Estrellas principales
- α Hydrae (Alfard, Alphard o Cor Hydrae), gigante naranja de magnitud 1,99.
- β Hydrae, estrella binaria de magnitud 4,29 cuyas componentes se hallan separadas 1,7 segundos de arco.
- γ Hydrae (Dhanab al Shuja), gigante amarilla de magnitud 2,99, la segunda estrella más brillante de Hidra.
- δ Hydrae, estrella blanca de magnitud 4,14.
- ε Hydrae (Ashlesha), sistema estelar múltiple de magnitud conjunta 3,38.
- ζ Hydrae, gigante luminosa amarilla de magnitud 3,11.
- η Hydrae, estrella blanco-azulada de magnitud 4,30.
- θ Hydrae, estrella blanco-azulada de la secuencia principal de magnitud 3,88.
- ι Hydrae (Ukdah), gigante naranja de magnitud 3,91.
- λ Hydrae, gigante naranja de magnitud 3,61 rica en cianógeno.
- μ Hydrae, también gigante naranja, siendo su magnitud 3,83.
- ν Hydrae, gigante naranja de magnitud 3,11.
- ξ Hydrae, gigante estudiada en el campo de la astrosismología; su superficie, al igual que la del Sol, se mueve de arriba abajo produciendo ondas sonoras.
- π Hydrae, gigante naranja de magnitud 3,26.
- σ Hydrae (Minchir o Al Minliar al Shuja), gigante naranja de magnitud 4,45.
- τ1 Hydrae, enana blanco-amarilla más caliente y luminosa que el Sol.
- υ1 Hydrae (Zhang), gigante amarilla de magnitud 4,11 que tiene como acompañante a una enana marrón.
- ω Hydrae, supergigante naranja de magnitud 5,00.
- C Hydrae (30 Monocerotis), estrella blanca con dos cinturones de polvo diferenciados.
- 2 Sextantis, gigante naranja de magnitud 4,69; pese a su nombre, se encuentra en la constelación de Hidra.
- 3 Hydrae (HV Hydrae), estrella peculiar y variable Alfa2 Canum Venaticorum.
- 9 Hydrae, gigante naranja de magnitud 4,87.
- 12 Hydrae (D Hydrae), gigante amarilla de magnitud 4,32.
- 21 Hydrae (KW Hydrae), binaria eclipsante de magnitud 6,10.
- 27 Hydrae, estrella múltiple formada pos dos binarias; la separación entre ellas es de 229 segundos de arco.

### Otras estrellas condenominación de Bayer
- 38/κ Hya 5.07; ο Hya 4.70; 13/ρ Hya 4.35; 40/υ2 Hya 4.60; χ1 Hya 4.92; χ2 Hya 5.69; φ Hya 4.91; φ1 Hya 7.81; φ2 Hya 6.01; 45/ψ Hya 4.94; 6/a Hya 4.98; b1 Hya 5.44; b3 Hya 5.23; 51/k Hya 4.78; 52/l Hya 4.97; 54/m Hya 5.15; 33/A Hya 5.56; 58/E Hya 4.42; F Hya 4.63; G Hya 4.72; I Hya 4.76; 27/P Hya 4.80

### Otras estrellas condenominación de Flamsteed
- 1 Hya 5.61; 2 Hya 5.60; 10 Hya 6.13; 14 Hya 5.30; 15 Hya 5.55; 17 Hya 6.07; 17 Hya 6.67; 19 Hya 5.60; 20 Hya 5.47; 23 Hya 5.24; 24 Hya 5.49; 25 Hya 7.35; 26 Hya 4.77; 28 Hya 5.60; 29 Hya 6.53; 34 Hya 6.40; 37 Hya 6.31; 44 Hya 5.08; 47 Hya 5.20; 48 Hya 5.77; 50 Hya 5.07; 55 Hya 5.61; 56 Hya 5.23; 57 Hya 5.76; 59 Hya 5.65; 60 Hya 5.83

### Otras estrellas notables

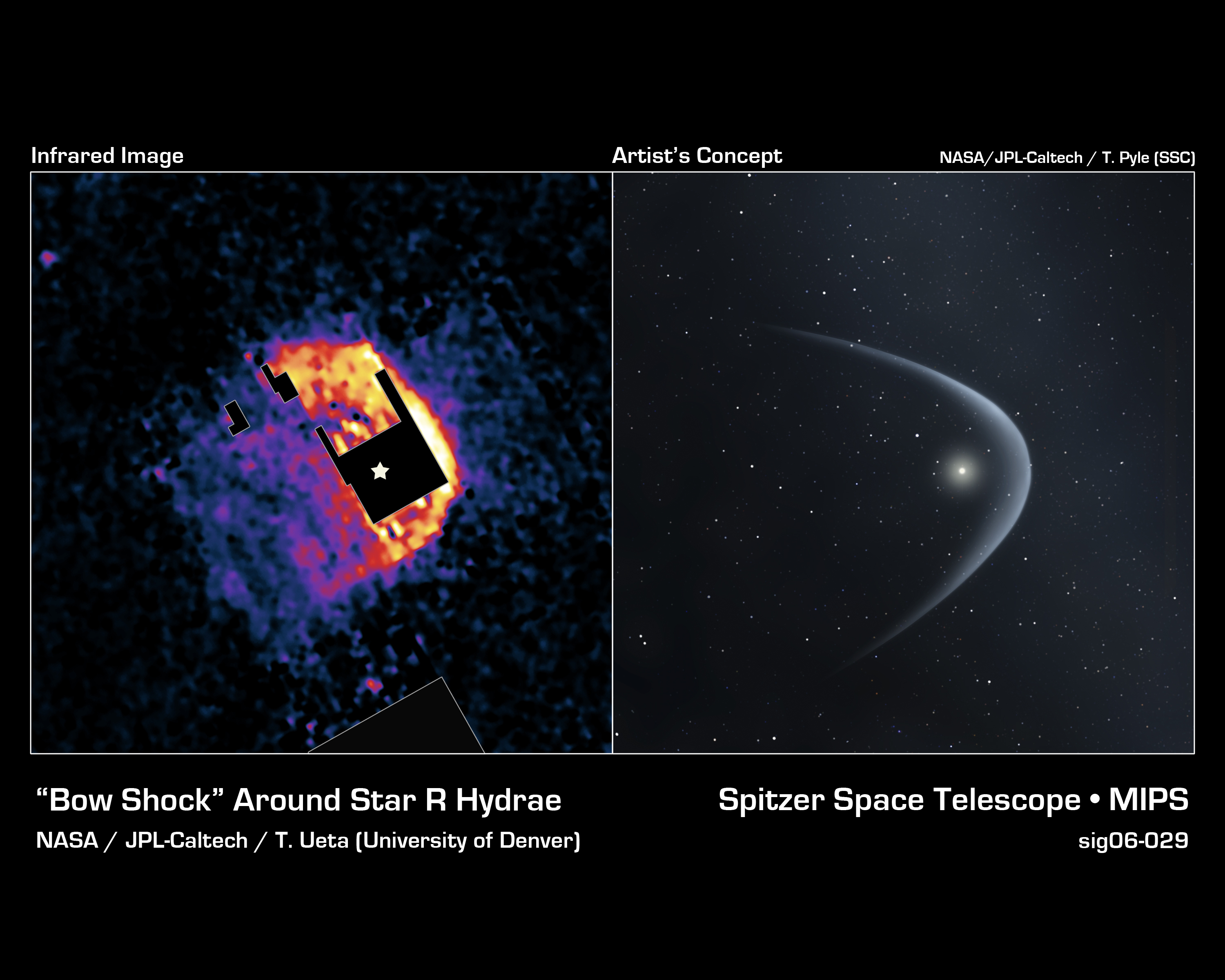
Onda de choque (bow shock) en torno a R Hydrae

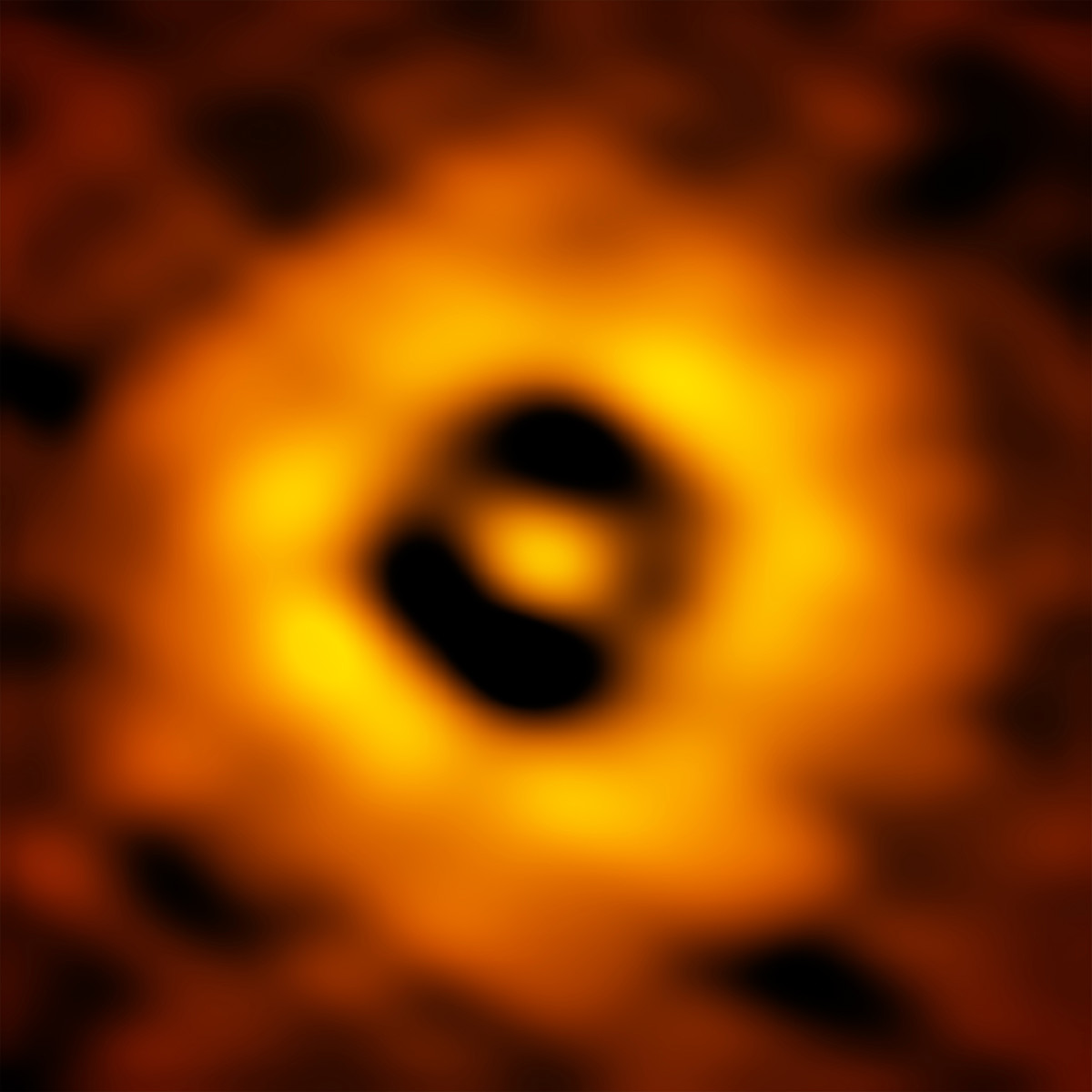
Imagen de TW Hydrae obtenida con el telescopio ALMA

- R Hydrae, variable Mira cuyo brillo oscila entre magnitud 3,5 y 10,9 en un período de 389 días. Está catalogada como una estrella de tecnecio, elemento que aparece en su espectro.
- U Hydrae, estrella de carbono y variable semirregular; su brillo varía entre magnitud 4,7 y 6,2.
- W Hydrae, gigante roja pulsante y variable semirregular que constituye una fuente de máser.
- TT Hydrae, binaria eclipsante de magnitud 7,31.
- TW Hydrae, distante 184 años luz, es la estrella T Tauri —estrella muy joven que aún no han entrado en la secuencia principal— más próxima al sistema solar. Es miembro de la Asociación estelar de TW Hydrae, a la que da nombre.
- HD 69611, antigua estrella del disco grueso o del halo.
- HD 70573  (V478 Hydrae), variable BY Draconis donde se ha detectado un planeta.
- HD 74156, enana amarilla con dos planetas confirmados.
- HD 76932, estrella de muy baja metalicidad cuya edad se estima en 10 000 millones de años.
- HD 82943, enana amarilla de magnitud 6,54 con dos planetas extrasolares.
- HD 90156, enana amarilla también con un planeta extrasolar.
- HD 100623 (HR 4458), sistema binario compuesto por una enana naranja y una enana blanca.
- HD 122430, gigante naranja con un posible planeta.
- HE 1327-2326, una de las estrellas con una menor abundancia relativa de hierro. Su edad estimada es de más de 12 000 millones de años, por lo que es una de las estrellas más antiguas de la Vía Láctea.
- Gliese 453 y Gliese 349, cercanas enanas naranjas situadas respectivamente a 33,2 y 41,4 años luz de distancia.
- Gliese 433, enana roja con dos planetas extrasolares: el más interno tiene una masa al menos 6 veces mayor que la masa terrestre, mientras que el planeta exterior tiene una masa de al menos la mitad de la de Saturno.
- GJ 3877 y GJ 2066, enanas rojas distantes 21,4 y 29 años luz respectivamente.
- GJ 3634, enana roja con un planeta de tipo «supertierra».
- G 114-10, enana roja con un elevado contenido metálico.
- GJ 357, enana de tipo M, orbitada por tres planetas.

## Objetos de cielo profundo

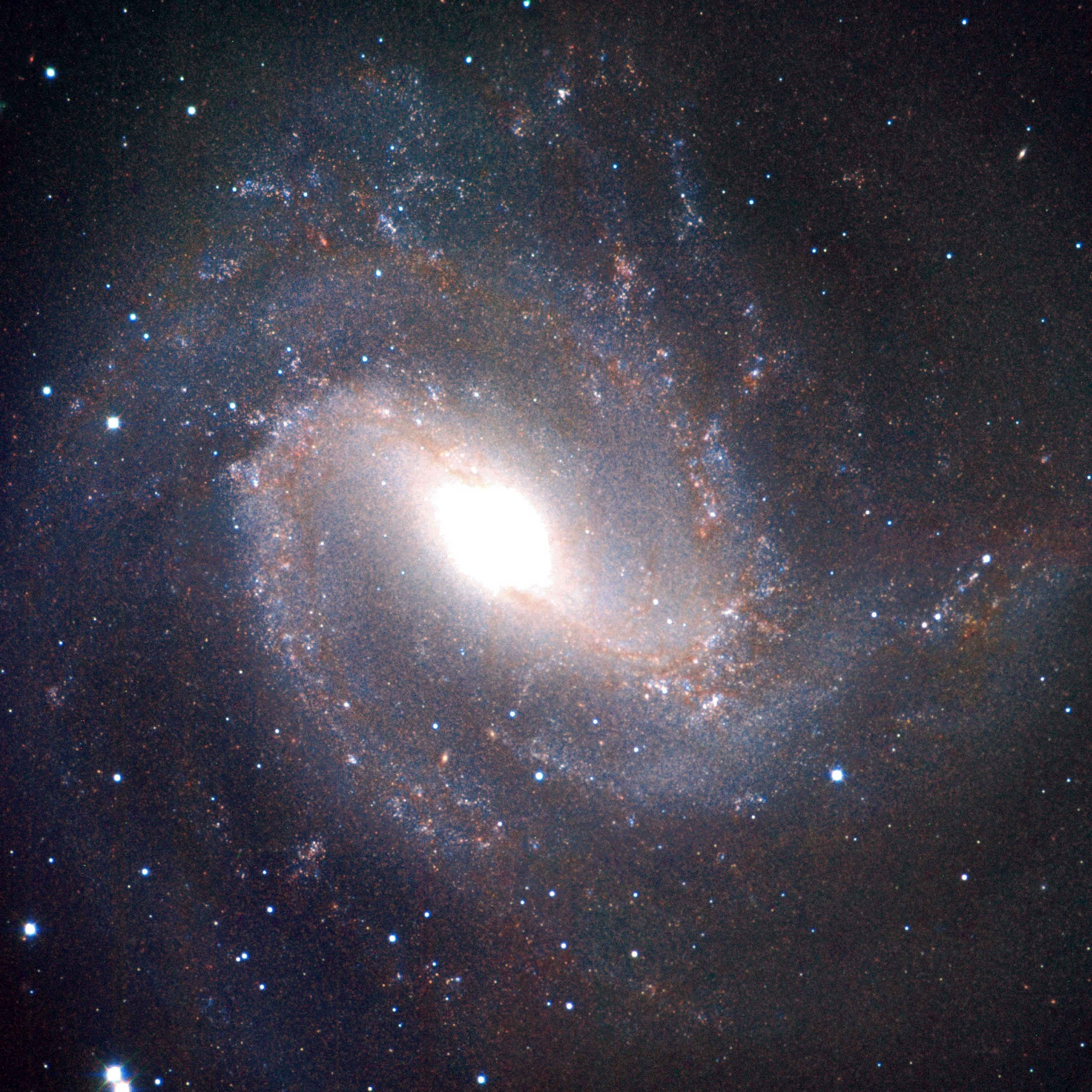
Imagen de la galaxia M83 (Molinillo Austral) tomada por el ESO.

- M48, cúmulo abierto observable a simple vista con buenas condiciones atmosféricas.
- M68, cúmulo globular que se localiza en un lugar inusual para estos objetos, ya que está en el hemisferio opuesto al centro galáctico. Contiene alrededor de 250 estrellas gigantes de magnitud absoluta inferior a cero, siendo su estrella más brillante de magnitud 12,6.[34]
- M83 (NGC 5236), galaxia conocida como el "Molinillo Austral", es un ejemplo de galaxia con brote estelar (galaxia en donde la tasa de nacimiento de estrellas es muy superior a la de una galaxia normal).
- NGC 3109, galaxia irregular miembro de nuestro Grupo Local, y es una de las galaxias más pobres en metalicidad dentro del grupo.
- NGC 3242, nebulosa planetaria también conocida como "Fantasma de Júpiter" o Caldwell 59, descubierta por William Herschel el 7 de febrero de 1785.
- NGC 3621, galaxia espiral barrada.
- NGC 5694, uno de los cúmulos globulares más antiguos de la Vía Láctea; consecuentemente, sus estrellas muestran una metalicidad extremadamente baja.
- ESO 510-G13, una galaxia espiral deformada.
- El Cúmulo de Hidra es un cúmulo de galaxias que forma parte del Supercúmulo Hidra-Centauro.

## Mitología

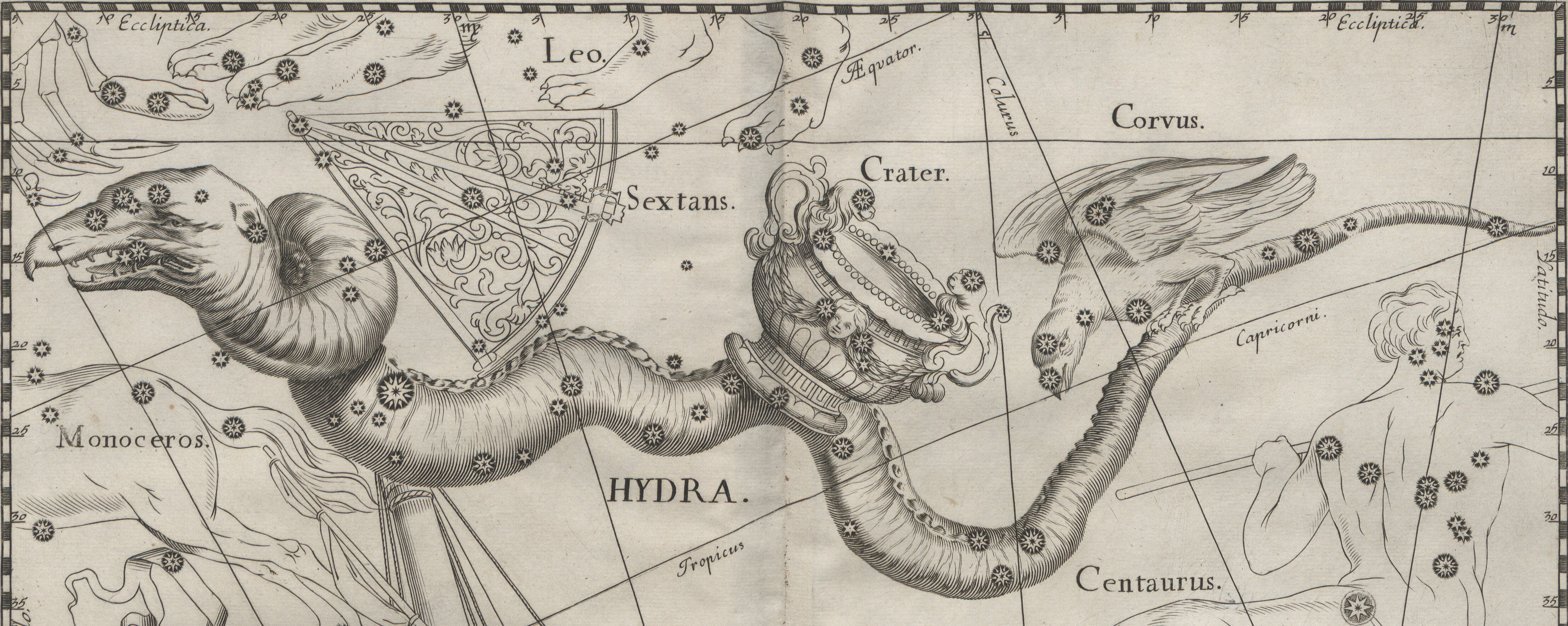
Constelaciones de Hydra, Corvus y Crater.

Esta constelación se conoce en sumerio como MUSH (la serpiente). El catasterismo de la Serpiente acuática (o hidra), en la mitología griega, y según palabras de Eratóstenes, está compuesta y toma su origen de un suceso notable. Es que el cuervo recibe honor al lado de Apolo, pues hay un pájaro característico de cada dios. Cuando celebraban un sacrificio los dioses fue enviado a traer agua para la libación de una fuente, pues éste era el líquido más sagrado con anterioridad a que apareciese el vino. Viendo junto a la fuente una higuera que tenía cabrahigos, se quedó allí hasta que maduraran. Después de un número largo de días, cuando ya estaban a punto, se comió los higos y, al comprender su error, agarró la hidra (serpiente acuática) que habitaba en la fuente y se la llevó junto con la cratera, asegurando que aquélla consumía cada día el agua que salía de la fuente. Apolo, que sabía la verdad, al cuervo le impuso como castigo vivir entre los hombres y pasar sed durante este tiempo prolongado, según dejó dicho Aristóteles en sus libros sobre los animales. Arquelao habla también de forma semejante en sus Seres de naturaleza singular. Y, para dejar un recuerdo claro de su ofensa contra los dioses, creó sus imágenes y situó entre los astros la Hidra, la Cratera y el Cuervo, que no puede beber ni acercársele. Las constelaciones de Hydra y Cancer se encuentran muy cerca en el cielo nocturno y debido a ello se pudiera identificar a Hydra con la Hidra de Lerna y a Cancer con Carcinos, ambos colocados conjuntamente entre las estrellas a manos de Hera en alusión al segundo trabajo de Hércules. No obstante los poetas dicen que Hydra representa una serpiente ordinaria y acuática, no un monstruo de muchas cabezas como la Hidra de Lerna. Manilio sugiere que Hydra es la serpiente es la que custodiaba el jardín de las Hespérides aunque puede que se esté confundiendo con la constelación de Draco.